# 绍勒努尔
绍勒努尔是印度喀拉拉邦帕拉卡德县的一个城镇。总人口42022（2001年）。

## 人口
该地2001年总人口42022人，其中男性19995人，女性22027人；0—6岁人口4266人，其中男2194人，女2072人；识字率83.62%，其中男性为85.30%，女性为82.09%。